# Хорстдорф
Хорстдорф (њем. Horstdorf) општина је у њемачкој савезној држави Саксонија-Анхалт. Једно је од 39 општинских средишта округа Витенберг. Према процјени из 2010. у општини је живјело 614 становника. Посједује регионалну шифру (AGS) 15091130.

## Географски и демографски подаци
Хорстдорф се налази у савезној држави Саксонија-Анхалт у округу Витенберг. Општина се налази на надморској висини од 61 метра. Површина општине износи 3,5 km². У самом мјесту је, према процјени из 2010. године, живјело 614 становника. Просјечна густина становништва износи 175 становника/km².